# Live à Paris
Live à Paris – trzeci francuskojęzyczny koncertowy album Céline Dion, wydany 28 października 1996 roku. Materiał znajdujący się na płycie został zarejestrowany w czasie koncertu piosenkarki w Zenith Theatre w Paryżu, który dała w ramach trasy koncertowej D'eux Tour w październiku 1995 roku. Dwa tygodnie po ukazaniu się płyty CD ukazał się także zapis tego koncertu na kasecie VHS. W listopadzie 2003 roku koncert wydano na płycie DVD.
Oprócz 14 wykonywanych na żywo utworów na albumie umieszczono także studyjną wersję utworu To Love You More, który wcześniej znalazł się na japońskiej wersji albumu Falling into You. Krążek Live à Paris jest do tej pory najlepiej sprzedającym się francuskojęzycznym koncertowym albumem wszech czasów. W samej Europie sprzedano ponad 2 mln egzemplarzy tej płyty.
Początkowo płyta była promowana radiowymi singlami Les derniers seront les premiers (w Europie i Kanadzie) oraz To Love You More (w Kanadzie). Osiem miesięcy po premierze płyty wytwórnia Dion zdecydowała się wydać z niej dwa komercyjne single - J'attendais we Francji oraz Je sais pas w Holandii.

## Lista utworów
| #   | Tytuł                                                                                               | Autorzy                                     | Czas trwania |
| --- | --------------------------------------------------------------------------------------------------- | ------------------------------------------- | ------------ |
| 1.  | J'attendais (I Waited)                                                                              | J.J. Goldman                                | 4:58         |
| 2.  | Destin (Destiny)                                                                                    | J.J. Goldman                                | 4:11         |
| 3.  | The Power of Love                                                                                   | C. Rouge, G. Mende, M.S. Applegate, J. Rush | 4:45         |
| 4.  | Regarde-moi (Look At Me)                                                                            | J.J. Goldman                                | 3:49         |
| 5.  | River Deep, Mountain High                                                                           | P. Spector, J. Barry, E. Greenwich          | 3:29         |
| 6.  | Un garçon pas comme les autres (Ziggy) (Ziggy (A Boy Unlike The Others))                            | L. Plamondon, M. Berger                     | 5:03         |
| 7.  | Les derniers seront les premiers (with Jean-Jacques Goldman) (The Last Ones Will Be the First Ones) | J.J. Goldman                                | 3:52         |
| 8.  | J'irai où tu iras (with Jean-Jacques Goldman) (I'll Go Where You Go)                                | J.J. Goldman                                | 3:46         |
| 9.  | Je sais pas (I Don't Know)                                                                          | J.J. Goldman, J. Kapler                     | 4:25         |
| 10. | Le ballet (The Ballet)                                                                              | J.J. Goldman                                | 10:33        |
| 11. | Prière païenne (Pagan Prayer)                                                                       | J.J. Goldman                                | 4:55         |
| 12. | Pour que tu m'aimes encore (For You To Still Love Me)                                               | J.J. Goldman                                | 5:10         |
| 13. | Quand on n'a que l’amour (When You've Only Got Love)                                                | J. Brel                                     | 4:41         |
| 14. | Vole (Fly)                                                                                          | J.J. Goldman                                | 4:03         |
| 15. | To Love You More (studio recording)                                                                 | D. Foster, J. Miles                         | 5:28         |

## Certyfikaty i sprzedaż
| Kraj              | Certyfikat          | Sprzedaż  | Najwyższa pozycja |
| ----------------- | ------------------- | --------- | ----------------- |
| Belgia (Flandria) | -                   | -         | 6                 |
| Belgia (Walonia)  | platynowa płyta     | 50 000    | 1(4)              |
| Europa            | 2 x platynowa płyta | 2 000 000 | -                 |
| Francja           | 2 x platynowa płyta | 670 000   | 1(8)              |
| Holandia          | złota płyta         | 75 000    | 9                 |
| Kanada            | 2 x platynowa płyta | 200 000   | 8                 |
| Niemcy            | -                   | -         | 63                |
| Polska            | złota płyta         | 50 000    | -                 |
| Stany Zjednoczone | -                   | 12 000    | -                 |
| Szwajcaria        | platynowa płyta     | 50 000    | 1                 |
| Wielka Brytania   | -                   | -         | 53                |